# Systematik der Heuschrecken
Die Systematik der Heuschrecken basiert auf der Zusammenstellung von Sigfrid Ingrisch in Zootaxa und der Orthopteren-Datenbank Orthoptera Species File Online.
Früher wurden zu den Orthoptera unter dem deutschsprachigen Namen Geradflügler neben den Heuschrecken (Saltatoria) noch die Ohrwürmer (Dermaptera) und die Schaben (Blattoptera) gezählt. Inzwischen sind in der internationalen Systematik der Ordnung Orthoptera nur noch die Heuschrecken vertreten. Sie werden in die stammesgeschichtlich jüngeren Kurzfühlerschrecken (Caelifera) und die viel älteren Langfühlerschrecken (Ensifera) eingeteilt.

## Heuschrecken (Orthoptera)
Stand: 2011
Unterordnung Caelifera (Kurzfühlerschrecken) (2 Infraordnungen)
- Infraordnung Acrididea (MacLeay, 1821) Sharov, 1968 (8 Überfamilien)
  - Überfamilie Acridoidea
    - Familie Acrididae MacLeay, 1821 (1380 Gattungen, 6016 Arten)
      - Unterfamilie Acridinae MacLeay, 1821
      - Unterfamilie Calliptaminae Jacobson, 1905
      - Unterfamilie Catantopinae Brunner von Wattenwyl, 1893
      - Unterfamilie Copiocerinae Brunner von Wattenwyl, 1893
      - Unterfamilie Coptacrinae Brunner von Wattenwyl, 1893
      - Unterfamilie Cyrtacanthacridinae Kirby, 1910
      - Unterfamilie Egnatiinae Bey-Bienko & Mistshenko, 1951
      - Unterfamilie Eremogryllinae Dirsh, 1956
      - Unterfamilie Euryphyminae Dirsh, 1956
      - Unterfamilie Eyprepocnemidinae Brunner von Wattenwyl, 1893
      - Unterfamilie Gomphocerinae Fieber, 1853
      - Unterfamilie Habrocneminae Yin, 1982
      - Unterfamilie Hemiacridinae Dirsh, 1956
      - Unterfamilie Leptysminae Brunner von Wattenwyl, 1893
      - Unterfamilie Marelliinae Eades, 2000
      - Unterfamilie Melanoplinae Scudder, 1897
      - Unterfamilie Oedipodinae Walker, 1871
      - Unterfamilie Ommatolampidinae Brunner von Wattenwyl, 1893
      - Unterfamilie Oxyinae Brunner von Wattenwyl, 1893
      - Unterfamilie Pauliniinae Hebard, 1923
      - Unterfamilie Pezotettiginae Brunner von Wattenwyl, 1893
      - Unterfamilie Proctolabinae Amédégnato, 1974
      - Unterfamilie Rhytidochrotinae Brunner von Wattenwyl, 1893
      - Unterfamilie Spathosterninae Rehn, 1957
      - Unterfamilie Teratodinae Brunner von Wattenwyl, 1893
      - Unterfamilie Tropidopolinae Jacobson, 1905

    - Familie Dericorythidae Jacobson & Bianchi, 1905 (22 Gattungen, 179 Arten)
      - Unterfamilie Conophyminae Mistshenko, 1952
      - Unterfamilie Dericorythinae Jacobson & Bianchi, 1905
      - Unterfamilie Iranellinae Mistshenko, 1952

    - Familie Lathiceridae Dirsh, 1954 (3 Gattungen, 4 Arten)
    - Familie Lentulidae Dirsh, 1956 (11 Gattungen, 35 Arten)
      - Unterfamilie Lentulinae Dirsh, 1956
      - Unterfamilie Shelforditinae Ritchie, 1982

    - Familie Lithidiidae Dirsh, 1961 (4 Gattungen, 13 Arten)
    - Familie Ommexechidae Bolívar, 1884 (13 genera, 33 species)
      - Unterfamilie Aucacridinae Rehn, 1943
      - Unterfamilie Illapeliinae Carbonell & Mesa, 1972
      - Unterfamilie Ommexechinae Bolívar, 1884

    - Familie Pamphagidae Burmeister, 1840  (94 Gattungen, 448 Arten)
      - Unterfamilie Akicerinae Bolívar, 1916
      - Unterfamilie Echinotropinae Dirsh, 1961
      - Unterfamilie Pamphaginae Burmeister, 1840
      - Unterfamilie Porthetinae Bolívar, 1916
      - Unterfamilie Thrinchinae Stål, 1876

    - Familie Pamphagodidae Bolívar, 1884; Synonym: Charilaidae Dirsh, 1953 (4 Gattungen, 5 Arten)
    - Familie Pyrgacrididae Kevan, 1974 (1 Gattung, 2 Arten)
    - Familie Romaleidae Pictet & Saussure, 1887 (111 Gattungen, 465 Arten)
      - Unterfamilie Bactrophorinae Amédégnato, 1974
      - Unterfamilie Romaleinae Pictet & Saussure, 1887

    - Familie Tristiridae Rehn, 1906 (18 Gattungen, 25 Arten)
      - Unterfamilie Atacamacridinae Carbonell & Mesa, 1972
      - Unterfamilie Tristirinae Rehn, 1906

  - Überfamilie Eumastacoidea Burr, 1899 (8 Familien)
    - Familie Chorotypidae Stål, 1873 (43 Gattungen, 160 Arten)
    - Familie Episactidae Burr, 1899 (18 Gattungen, 64 Arten)
    - Familie Eumastacidae Burr, 1899 (47 Gattungen, 230 Arten)
    - Familie Euschmidtiidae Rehn, 1948 (61 Gattungen, 191 Arten)
    - Familie Mastacideidae Rehn, 1948 (2 Gattungen, 10 Arten)
    - Familie Morabidae Rehn, 1948 (42 Gattungen, 123 Arten)
    - Familie Proscopiidae Serville, 1838 (32 Gattungen, 214 Arten)
    - Familie Thericleidae Burr, 1899 (57 Gattungen, 220 Arten)

  - Überfamilie Tanaoceroidea Rehn, 1948
    - Familie Tanaoceridae Rehn, 1948 (2 Gattungen, 3 Arten)

  - Überfamilie Trigonopterygoidea Walker, 1870 (2 Familien)
    - Familie Trigonopterygidae Walker, 1870 (4 Gattungen, 16 Arten)
    - Familie Xyronotidae Bolívar, 1909 (2 Gattungen, 4 Arten)

  - Überfamilie Pneumoroidea Blanchard, 1845 
    - Familie Pneumoridae Blanchard, 1845 (9 Gattungen, 17 Arten)

  - Überfamilie Pyrgomorphoidea Brunner von Wattenwyl, 1882 
    - Familie Pyrgomorphidae Brunner von Wattenwyl, 1882 (143 Gattungen, 455 Arten)

  - Überfamilie Tetrigoidea Serville, 1838 
    - Familie Tetrigidae Serville, 1838 (221 Gattungen, 1246 Arten)
- Infraordnung Tridactylidea (Brullé, 1835) Sharov, 1968 (1 Überfamilie)
  - Überfamilie Tridactyloidea Brullé, 1835 (3 Familien)
    - Familie Cylindrachetidae Bruner, 1916 (3 Gattungen, 16 Arten)
    - Familie Ripipterygidae Ander, 1939 (2 Gattungen, 69 Arten)
    - Familie Tridactylidae Brullé, 1835 (10 Gattungen, 132 Arten)

Unterordnung Ensifera Chopard, 1920 (Langfühlerschrecken) (6 Überfamilien)
- Überfamilie Hagloidea Handlirsch, 1906 
  - Familie Prophalangopsidae Kirby, 1906 (7 Gattungen, 8 Arten)
- Überfamilie Stenopelmatoidea Burmeister, 1838 (4 Familien)
  - Familie Anostostomatidae Saussure, 1859 (41 Gattungen, 206 Arten)
  - Familie Cooloolidae Rentz, 1980 (1 Gattung, 4 Arten)
  - Familie Gryllacrididae Blanchard, 1845 (94 Gattungen, 675 Arten)
  - Familie Stenopelmatidae Burmeister, 1838 (6 Gattungen, 28 Arten)
- Überfamilie Tettigonioidea Krauss, 1902 
  - Familie Tettigoniidae Krauss, 1902 (1193 Gattungen, 6827 Arten)
- Überfamilie Rhaphidophoroidea Walker, 1871 
  - Familie Rhaphidophoridae Walker, 1871 (77 Gattungen, 497 Arten)
- Überfamilie Schizodactyloidea Blanchard, 1845 
  - Familie Schizodactylidae Blanchard, 1845 (2 Gattungen, 15 Arten)
- Überfamilie Grylloidea Laicharting, 1781 (4 Familien)
  - Familie Gryllidae Laicharting, 1781 (597 Gattungen, 4664 Arten)
  - Familie Gryllotalpidae Leach, 1815 (6 Gattungen, 100 Arten)
  - Familie Mogoplistidae Brunner von Wattenwyl, 1873 (30 Gattungen, 365 Arten)
  - Familie Myrmecophilidae Saussure, 1874 (5 Gattungen, 71 Arten)